# Си-о-се пол
Мост Алахверди Кана (персијски: پل الله‌وردی‌خان‎‎), познат и као Си-o-се поl (персијски: سی و سه پل‎‎),тј. мост са 33 лука је један од једанаест мостова у Исфахану у Ирану и најдужи мост на реци Зајанде, дугачак 297,76 метара. Један је од познатијих примера мостова грађених по Сафавидском дизајну мостова.
Грађен између 1599. и 1602. године, изградњу је финансирао и надгледао Алахверди кан Ундиладзе[[Allahverdi_Khan],|етнички Грузијац, канцелар Шаха Абаса I]. Мост се састоји од 33 лука и има два нивоа. Најдужи распон између два лука је 5,60 метара.

## Галерија слика
- Мост изнутра
- 33 пол ноћу
- Поглед на цео 33 пол ноћу
- Цео мост
- Један од мостова одозго

## Транспорт
- Chahar Bagh Abbasi Street
- Motahari Street
- Kamaloddin Esmaeil Street
- Chahar Bagh Bala Street
- Mellat Street
- Ayenekhaneh Street
- Enqelab Metro Station
- Si-o-se Pol Station